# سینت کلمنت (میزوری)
سینت کلمنت (به انگلیسی: St. Clement) یک منطقهٔ مسکونی در ایالات متحده آمریکا است که در شهرستان پایک، میزوری واقع شده‌است. سینت کلمنت ۲۴۸٫۱۱ متر بالاتر از سطح دریا واقع شده‌است.